# A Midnight Adventure (film 1909)
A Midnight Adventure è un cortometraggio muto del 1909 diretto e sceneggiato da David W. Griffith. Il film era interpretato da Dorothy West, Billy Quirk e Mary Pickford.

## Trama
Mercedes impone al suo fidanzato di provarle il suo coraggio e il suo amore affrontando un'esperienza pericolosa. Il giovane accetta: dovrà penetrare in una casa per rubare una foto. Ma, nella casa, trova la sua proprietaria, Eleanor, una giovane donna che lo caccia fuori, chiama la polizia e lo fa arrestare. Quando il giovane viene rilasciato, Mercedes si presenta per restituire la foto ma, nell'appartamento, trova il fidanzato tra le braccia di Eleanor.

## Produzione
Il film fu prodotto dalla Biograph Company.

## Distribuzione
La Biograph Company distribuì il film - un cortometraggio di 158 metri - nelle sale cinematografiche statunitensi il 18 novembre 1909. Nelle proiezioni, veniva programmato con il sistema dello split reel, accorpato in un'unica bobina con un altro cortometraggio prodotto dalla Biograph diretto da Griffith, A Sweet Revenge.